# Division Sud-Ouest de la NBA
La division Sud-Ouest (en anglais : Southwest Division) est l'une des trois divisions de la Conférence Ouest de la National Basketball Association (NBA).
Elle est créée en 2004 à la suite de la réorganisation du championnat consécutive à la création d'une nouvelle franchise, les Bobcats de Charlotte, et au passage du championnat de 29 à 30 équipes.
Elle se compose de cinq équipes : les Mavericks de Dallas, les Spurs de San Antonio, les Rockets de Houston, les Grizzlies de Memphis de l'ancienne Division Midwest et les Pelicans de La Nouvelle-Orléans de l'ancienne Division Centrale.
Les Spurs de San Antonio ont remporté 9 titres de champion de la division Sud-Ouest. Deux équipes ont été championnes NBA : les Spurs de San Antonio (2005, 2007 et 2014) et les Mavericks de Dallas (2011). Sur les dix premiers titres de division, neuf ont été remportés par San Antonio ou Dallas.  
En 2008, les quatre équipes de la division qualifiées pour les playoffs avaient toutes plus de 50 victoires. En 2011 et 2015, toutes les équipes avaient un pourcentage de victoire supérieur à 50 %. En 2015, toutes les équipes de la division Sud-Ouest se sont qualifiées pour les playoffs, une performance réalisée seulement trois fois au cours des trente dernières saisons. 
À l'aube de la saison 2021-2022, le champion de la division Sud-Ouest reçoit le Willis Reed Trophy, nommé en l'honneur de la légende de la ligue, Willis Reed.

## Classement sur la saison actuelle
| Division Sud-Ouest           | V  | D  | MJ | V/D  | GB | Dom   | Ext   | Neu | Div  |
| ---------------------------- | -- | -- | -- | ---- | -- | ----- | ----- | --- | ---- |
| Rockets de Houston - y       | 52 | 30 | 82 | .634 | –  | 29-12 | 23-17 | 0-1 | 13-3 |
| Grizzlies de Memphis - x     | 48 | 34 | 82 | .585 | 4  | 26-15 | 22-19 | 0-0 | 11-5 |
| Mavericks de Dallas - pi     | 39 | 43 | 82 | .476 | 13 | 22-18 | 17-25 | 0-0 | 8-8  |
| Spurs de San Antonio - o     | 34 | 48 | 82 | .415 | 18 | 20-20 | 13-27 | 1-1 | 5-11 |
| Pelicans de Nlle-Orléans - o | 21 | 61 | 82 | .256 | 31 | 14-27 | 7-34  | 0-0 | 3-13 |

## Équipes de la division Sud-Ouest
- Mavericks de Dallas, depuis 2004.
- Rockets de Houston, depuis 2004.
- Pelicans de La Nouvelle-Orléans, depuis 2004.
- Grizzlies de Memphis, depuis 2004.
- Spurs de San Antonio, depuis 2004.

## Champions de la division Sud-Ouest
Légende :
- Vainqueur des Finales NBA
- Finaliste des Finales NBA

| Saison    | Franchise                      | Bilan | %    | Résultats en playoffs |
| --------- | ------------------------------ | ----- | ---- | --- |
| 2004-2005 | Spurs de San Antonio           | 59-23 | 72,0 | Victoire - 1er tour Ouest (Nuggets) 4-1 Victoire - Demi-finale de conférence Ouest (SuperSonics) 4-2 Victoire - Finale de conférence Ouest (Suns) 4-1 Victoire - Finales NBA (Pistons) 4-3     |
| 2005-2006 | Spurs de San Antonio           | 63-19 | 76,8 | Victoire - 1er tour Ouest (Kings) 4-2 Défaite - Demi-finale de conférence Ouest (Mavericks) 4-3                                                                                                |
| 2006-2007 | Mavericks de Dallas            | 67-15 | 81,7 | Défaite - 1er tour Ouest (Warriors) 4-2 |
| 2007-2008 | Hornets de la Nouvelle Orléans | 56-26 | 68,3 | Victoire - 1er tour Ouest (Mavericks) 4-1 Défaite - Demi-finale de conférence Ouest (Spurs) 4-3                                                                                                |
| 2008-2009 | Spurs de San Antonio           | 54-28 | 65,9 | Défaite - 1er tour Ouest (Mavericks) 4-1 |
| 2009-2010 | Mavericks de Dallas            | 55-27 | 67,1 | Défaite - 1er tour Ouest (Spurs) 4-2 |
| 2010-2011 | Spurs de San Antonio           | 61-21 | 74,4 | Défaite - 1er tour Ouest (Grizzlies) 4-2 |
| 2011-2012 | Spurs de San Antonio           | 50-16 | 75,8 | Victoire - 1er tour Ouest (Jazz) 4-0 Victoire - Demi-finale de conférence Ouest (Clippers) 4-0 Défaite - Finale de conférence Ouest (Thunder) 4-2                                              |
| 2012-2013 | Spurs de San Antonio           | 58-24 | 70,7 | Victoire - 1er tour Ouest (Lakers) 4-0 Victoire - Demi-finale de conférence Ouest (Warriors) 4-2 Victoire - Finale de conférence Ouest (Grizzlies) 4-0 Défaite - Finales NBA (Heat) 4-3        |
| 2013-2014 | Spurs de San Antonio           | 62-20 | 75,6 | Victoire - 1er tour Ouest (Mavericks) 4-3 Victoire - Demi-finale de conférence Ouest (Trail Blazers) 4-1 Victoire - Finale de conférence Ouest (Thunder) 4-2 Victoire - Finales NBA (Heat) 4-1 |
| 2014-2015 | Rockets de Houston             | 56-26 | 68,3 | Victoire - 1er tour Ouest (Mavericks) 4-1 Victoire - Demi-finale de conférence Ouest (Clippers) 4-3 Défaite - Finale de conférence Ouest (Warriors) 4-1                                        |
| 2015-2016 | Spurs de San Antonio           | 67-15 | 81,7 | Victoire - 1er tour Ouest (Grizzlies) 4-0 Défaite - Demi-finale de conférence Ouest (Thunder) 4-2                                                                                              |
| 2016-2017 | Spurs de San Antonio           | 61-21 | 74,4 | Victoire - 1er tour Ouest (Grizzlies) 4-2 Victoire - Demi-finale de conférence Ouest (Rockets) 4-2 Défaite - Finale de conférence Ouest (Spurs) 4-0                                            |
| 2017-2018 | Rockets de Houston             | 65-17 | 79,3 | Victoire - 1er tour Ouest (Timberwolves) 4-1 Victoire - Demi-finale de conférence Ouest (Jazz) 4-1 Défaite - Finale de conférence Ouest (Warriors) 4-3                                         |
| 2018-2019 | Rockets de Houston             | 53-29 | 64,6 | Victoire - 1er tour Ouest (Jazz) 4-1 Défaite - Demi-finale de conférence Ouest (Warriors) 4-2                                                                                                  |
| 2019-2020 | Rockets de Houston             | 44-28 | 61,1 | Victoire - 1er tour Ouest (Thunder) 4-3 Défaite - Demi-finale de conférence Ouest (Lakers) 4-1                                                                                                 |
| 2020-2021 | Mavericks de Dallas            | 42-30 | 58,3 | Défaite - 1er tour Ouest (Clippers) 4-3 |
| 2021-2022 | Grizzlies de Memphis           | 56-26 | 68,3 | Victoire - 1er tour Ouest (Timberwolves) 4-2 Défaite - Demi-finale de conférence Ouest (Warriors) 4-2                                                                                          |
| 2022-2023 | Grizzlies de Memphis           | 51-31 | 62,2 | Défaite - 1er tour Ouest (Lakers) 4-2 |
| 2023-2024 | Mavericks de Dallas            | 50-32 | 61,0 | Victoire - 1er tour Ouest (Clippers) 4-2 Victoire - Demi-finale de conférence Ouest (Thunder) 4-2 Victoire - Finale de conférence Ouest (Timberwolves) 4-1 Défaite - Finales NBA (Celtics) 4-1 |
| 2024-2025 | Rockets de Houston             | 52-30 | 63,4 | Défaite - 1er tour Ouest (Warriors) 4-3 |

## Liste des équipes championnes de la division Sud-Ouest
| Franchise                       | Titres | Dernier titre | Années                                               |
| ------------------------------- | ------ | ------------- | ---------------------------------------------------- |
| Spurs de San Antonio            | 9      | 2017          | 2005, 2006, 2009, 2011, 2012, 2013, 2014, 2016, 2017 |
| Rockets de Houston              | 5      | 2025          | 2015, 2018, 2019, 2020, 2025                         |
| Mavericks de Dallas             | 4      | 2024          | 2007, 2010, 2021, 2024                               |
| Grizzlies de Memphis            | 2      | 2023          | 2022, 2023                                           |
| Pelicans de La Nouvelle-Orléans | 1      | 2008          | 2008                                                 |

## Résultats saison par saison
Légende :
- Vainqueur des Finales NBA
- Finaliste des Finales NBA
- Qualifié pour les séries éliminatoires
- Qualifié pour le tournoi play-in

| Saison | Bilan des équipes        | Bilan des équipes        | Bilan des équipes        | Bilan des équipes            | Bilan des équipes        |
| --- | ------------------------ | ------------------------ | ------------------------ | ---------------------------- | ------------------------ |
| Saison | 1er                      | 2e                       | 3e                       | 4e                           | 5e                       |
| 2004 : La division Sud-Ouest est formée initialement avec cinq équipes, les Mavericks de Dallas, les Rockets de Houston, les Grizzlies de Memphis et les Spurs de San Antonio de la division Midwest, ainsi que les Hornets de La Nouvelle-Orléans de la division Centrale. |                          |                          |                          |                              |                          |
| 2004-2005 | San Antonio (59-23)      | Dallas (58-24)           | Houston (51-31)          | Memphis (45-37)              | Nouvelle-Orléans (18-64) |
| 2005-2006 | San Antonio (63-19)      | Dallas (60-22)           | Memphis (49-33)          | Nouvelle-Orléans/OKC (38-44) | Houston (34-48)          |
| 2006-2007 | Dallas (67-15)           | San Antonio (58-24)      | Houston (52-30)          | Nouvelle-Orléans/OKC (39-43) | Memphis (22-60)          |
| 2007-2008 | Nouvelle-Orléans (56-26) | San Antonio (56-26)      | Houston (55-27)          | Dallas (51-31)               | Memphis (22-60)          |
| 2008-2009 | San Antonio (54-28)      | Houston (53-29)          | Dallas (50-32)           | Nouvelle-Orléans (49-33)     | Memphis (24-58)          |
| 2009-2010 | Dallas (55-27)           | San Antonio (50-32)      | Houston (42-40)          | Memphis (40-42)              | Nouvelle-Orléans (37-45) |
| 2010-2011 | San Antonio (61-21)      | Dallas (57-25)           | Nouvelle-Orléans (46-36) | Memphis (46-36)              | Houston (43-39)          |
| 2011-2012 | San Antonio (50-16)      | Memphis (41-25)          | Dallas (36-30)           | Houston (34-32)              | Nouvelle-Orléans (21-45) |
| 2012-2013 | San Antonio (58-24)      | Memphis (56-26)          | Houston (45-37)          | Dallas (41-41)               | Nouvelle-Orléans (27-55) |
| 2013 : Les Hornets de La Nouvelle-Orléans se renomment les Pelicans de La Nouvelle-Orléans. |                          |                          |                          |                              |                          |
| 2013-2014 | San Antonio (62-20)      | Houston (54-28)          | Memphis (50-32)          | Dallas (49-33)               | Nouvelle-Orléans (34-48) |
| 2014-2015 | Houston (56-26)          | Memphis (55-27)          | San Antonio (55-27)      | Dallas (50-32)               | Nouvelle-Orléans (45-37) |
| 2015-2016 | San Antonio (67-15)      | Dallas (42-40)           | Memphis (42-40)          | Houston (50-32)              | Nouvelle-Orléans (45-37) |
| 2016-2017 | San Antonio (61-21)      | Houston (55-27)          | Memphis (43-39)          | Nouvelle-Orléans (34-48)     | Dallas (33-49)           |
| 2017-2018 | Houston (65-17)          | Nouvelle-Orléans (48-34) | San Antonio (47-35)      | Dallas (24-58)               | Memphis (22-60)          |
| 2018-2019 | Houston (53-29)          | San Antonio (48-34)      | Memphis (33-49)          | Nouvelle-Orléans (33-49)     | Dallas (33-49)           |
| 2019-2020 | Houston (44-28)          | Dallas (43-32)           | Memphis (34-39)          | San Antonio (32-39)          | Nouvelle-Orléans (30-42) |
| 2020-2021 | Dallas (42-30)           | Memphis (38-34)          | San Antonio (33-39)      | Nouvelle-Orléans (31-41)     | Houston (17-55)          |
| 2021-2022 | Memphis (56-26)          | Dallas (52-30)           | Nouvelle-Orléans (36-46) | San Antonio (34-48)          | Houston (20-62)          |
| 2022-2023 | Memphis (51-31)          | Nouvelle-Orléans (42-40) | Dallas (38-44)           | Houston (22-60)              | San Antonio (22-60)      |
| 2023-2024 | Dallas (50-32)           | Nouvelle-Orléans (49-33) | Houston (41-41)          | Memphis (27-55)              | San Antonio (22-60)      |
| 2024-2025 | Houston (52-30)          | Memphis (48-34)          | Dallas (39-43)           | San Antonio (34-48)          | Nouvelle-Orléans (21-61) |